# 211 Pułk Ułanów
211 Ochotniczy Pułk Ułanów Nadniemeńskich (211 p.uł.) – oddział kawalerii Wojska Litwy Środkowej i Wojska Polskiego II RP.
Pułk został sformowany w okresie od 26 lipca do 12 sierpnia 1920 roku, na Polu Mokotowskim, w trakcie wojny z bolszewikami.
Dowódcą pułku był major Władysław Dąbrowski. Korpus oficerski składał się w części ze starych frontowych oficerów służących wcześniej pod Władysławem Dąbrowskim w Samoobronie Litwy i Białorusi i w 13 Pułku Ułanów Wileńskich, a w części z oficerów rezerwy byłej armii rosyjskiej.
Pierwszy szwadron sformowano z resztek rozbitej jazdy rotmistrza Jerzego Dąbrowskiego. Drugi i czwarty szwadron tworzyli ochotnicy. W pułku znajdował się również szwadron karabinów maszynowych i techniczny. 17 listopada 1920 roku do pułku dołączył 3 szwadron.
Pułk wyruszył na linię frontu 12 sierpnia 1920 roku. Brał udział w bitwach pod Płockiem, Mławą, Chorzelami, Druskiennikami, Stołpcami, Kojdanowem, i innymi. 15 listopada 1920 roku wszedł w skład Wojsk Litwy Środkowej. W styczniu 1921 roku oddział przemianowany został na 23 Pułk Ułanów Nadniemeńskich. 1 czerwca 1921 roku 23 Pułk Ułanów Nadniemeńskich połączony został z 23 Pułkiem Ułanów Grodzieńskich.

## Obsada personalna pułku
- dowódca - mjr Władysław Dąbrowski
- zastępca dowódcy - rtm. Jerzy Dąbrowski
- dowódca II dywizjonu - rtm. Wąsowski
- dowódca 1 szwadronu - por. Franciszek Zasadzki
- dowódca plutonu – pchor. / ppor. Józef Skrzypkowski
- dowódca 2 szwadronu - ppor. Kazimierz Ertman
- kapelan - ks. Józef Próchnicki
- lekarz - kpt. lek. Jankowski
- lekarz - kpt. lek. Jerzy Stanisław Alexandrowicz